# Тарня
Тарня — река в Шенкурском районе Архангельской области, правый приток реки Ледь (бассейн Северной Двины).

## География
Длина реки составляет 100 км, площадь водосборного бассейна — 705 км².
Тарня образуется на западе Шенкурского района Архангельской области в результате слияния рек Кыссара и Уксора. После впадения реки Пухтюги Тарня образует речную долину шириной до 100 м. В среднем течении её берега становятся более обрывистыми, пойма — более широкой. В нижнем течении берега Тарни пологие, ширина русла достигает 40 метров.
Большая часть течения реки расположена в тайге. Верховья реки не заселены, все существующие населённые пункты лежат в среднем течении Тарни. В низовьях расположено несколько заброшенных деревень, население отсутствует. Через реку переброшено 5 мостов, все они построены в среднем течении.
Устья основных притоков расположены по левому берегу реки.

## Населённые пункты на реке Тарня
Якуровская, Кульковская, Зуевская, Ивановская, Рыбогорская, Шульгинская, Анисимовская, Боровинская, Пакшинская, Давыдовская, Степановская, Фоминская.

## Притоки
- Кыссара
- Уксора
- Новгород (левый)
- Пухтюга (левый)
- Кярныш (правый)
- Сюксюга (левый)

## Данные водного реестра
По данным государственного водного реестра России и геоинформационной системы водохозяйственного районирования территории РФ, подготовленной Федеральным агентством водных ресурсов:
- Бассейновый округ — Двинско-Печорский
- Речной бассейн — Северная Двина
- Речной подбассейн — Северная Двина ниже места слияния Вычегды и Малой Северной Двины
- Водохозяйственный участок — Вага